# NGC 6686
NGC 6686 est une galaxie elliptique compacte située dans la constellation de la Lyre. Sa vitesse par rapport au fond diffus cosmologique est de 6 934 ± 38 km/s, ce qui correspond à une distance de Hubble de 102,3 ± 7,2 Mpc (∼334 millions d'al). NGC 6686 a été découverte par l'astronome américain Edward Swift en 1887.
En raison d'une brillance de surface égale à 14,34 mag/am2, on peut qualifier NGC 6686 de galaxie à faible brillance de surface (LSB en anglais pour low surface brightness). Les galaxies LSB sont des galaxies diffuses (D) avec une brillance de surface inférieure de moins d'une magnitude à celle du ciel nocturne ambiant.

## Supernova
La supernova SN 2006eq a été découverte dans NGC 6686 le 11 mai 2006 par X. Parisky, S. B. Cenko, W. Li, et A. V.
Filippenko dans le cadre du programme conjoint LOSS/KAIT (Lick Observatory Supernova Search de l'Observatoire de Lick et The Katzman Automatic Imaging Telescope de l'université de Californie à Berkeley). Cette supernova était de type Ia.